# Ross Geller
Ross Eustace Geller è un personaggio della sitcom statunitense della NBC Friends, interpretato da David Schwimmer.
Ross è considerato da molti il membro più intelligente del gruppo ed è noto per il suo atteggiamento bizzarro ma adorabile. Il suo rapporto con Rachel Green è stato inserito nella lista di TV Guide sulle migliori coppie di sempre della televisione, e anche nella classifica "30 Best 'Will They/Won't They?' TV Couples" di Entertainment Weekly. Kevin Bright, uno dei produttori esecutivi della serie, aveva già lavorato con Schwimmer, perciò gli autori stavano già costruendo il personaggio di Ross sulla sua voce: per questo, Schwimmer fu il primo a essere scritturato per la serie. Ha origini tedesche.

## Biografia del personaggio
Ross è un paleontologo ed è laureato alla Columbia University. I suoi sentimenti per Rachel Green, che iniziarono con un'infatuazione al liceo, sono un tema ricorrente del suo percorso narrativo. Allo stesso modo, la loro relazione fatta di tira e molla è uno dei temi ricorrenti di Friends.
Cresciuto a Long Island, Ross è il fratello maggiore di Monica Geller. Ross e Monica sono ebrei e si ritengono tali quantomeno culturalmente, mentre Ross cerca di far conoscere a suo figlio, Ben, la sua religione. Nel primo episodio Ross ha da poco divorziato ed è appena tornato single perché sua moglie, Carol, si è resa conto di essere lesbica. Nel corso della serie frequenta Rachel Green ma la loro relazione finisce. In seguito Ross sposa Emily Waltham, la nipote del capo di Rachel, ma il matrimonio non dura molto. Nella quinta stagione Ross e Rachel si sposano ubriachi a Las Vegas, ma anche questo matrimonio finisce con un divorzio. Durante tutta la serie, Ross divorzia 3 volte.
Un tema ricorrente che riguarda Ross è la competizione con sua sorella minore, che si manifesta con lotte e ossessioni. Da bambini si sfidavano in una partita di football americano per vincere la "Coppa Geller" ogni anno nel giorno del Ringraziamento. Questa tradizione finì il sesto anno, dopo che Monica ruppe "involontariamente" il naso a Ross. I due fratelli inventarono un ballo alle scuole elementari chiamato "La Routine", con cui si sono poi esibiti al New Year's Rockin' Eve di Dick Clark per festeggiare il Capodanno.
Quando erano piccoli, Monica odiava Ross perché l'aveva sempre vinta e sentiva che fosse più amato di lei, perché era il primogenito. Tuttavia, col passare del tempo e crescendo, ha cominciato a voler bene a Ross come persona e non solamente perché avevano lo stesso sangue. Da grandi si sono avvicinati, anche se la competizione tra loro era ancora evidente come nell'episodio La coppa Geller della terza stagione.
Ross entra spesso in conflitto con Phoebe Buffay. La sua razionalità e l'eccentricità di Phoebe li portano a discutere sull'evoluzione, sulla gravità e sul fatto che la madre di Phoebe si sia reincarnata in un gatto. È emerso anche che, quando viveva ancora in strada, Phoebe aggredì Ross (rubandogli una copia del fumetto Science Boy creato da lui). I due diventano coinquilini per qualche settimana quando un incendio costringe Phoebe a lasciare il suo appartamento. Prima si trasferisce nell'appartamento di Chandler Bing e di Monica, poi però decide di lasciare un po' di spazio ai due, appena fidanzatisi, e quindi si trasferisce da Ross. In un episodio "flashback", sono soli in un bar e iniziano a baciarsi, ma il momento svanisce in fretta perché Ross continua a sbattere la testa. Inoltre Phoebe aiuta Ross in numerose occasioni, soprattutto a rendersi conto di amare Rachel e del fatto che sono destinati a stare insieme.
Sin dai tempi del college, il migliore amico di Ross è Chandler Bing. Al college erano in una band chiamata Way/No Way, e Ross incolpò Chandler quando fu scoperto dai genitori a fumare marijuana. Diventano cognati dopo che Chandler sposa Monica. Anche se sono migliori amici, spesso Chandler è infastidito dal comportamento imbranato di Ross.
Ross è amico di Rachel Green, per cui ha una cotta sin dal liceo. A quei tempi Rachel lo vedeva come "il fratello maggiore scemo di Monica". Nel primo episodio della serie, quando si incontrano dopo anni, lui riscopre i suoi sentimenti per lei. Si avvicinano e hanno un rapporto di tira e molla per tutta la serie. Nell'ultima stagione, Rachel gli dice che per lei è il più importante tra tutti i membri del gruppo.
È anche migliore amico di Joey Tribbiani e lo aiuta con i suoi provini. Una volta lo bacia per aiutarlo a fare pratica per il ruolo di un uomo gay, per poi scoprire che Joey aveva già fatto il provino e non era stato preso. Per un breve periodo Joey e Ross cercano di allontanare Chandler dal loro gruppo di amici dopo che Chandler comincia a ignorarli. Una volta si addormentano insieme sul divano dopo aver guardato Die Hard. Tuttavia, verso la fine della serie Ross e Joey si avvicinano ancora di più, passando più tempo insieme dopo che Chandler si è sposato.
Ross cerca spesso di tirare fuori il meglio dei suoi amici in situazioni complicate. Ad esempio, nella seconda stagione incoraggia Joey a partecipare ai provini per Destini dopo essere stato licenziato da Il tempo della nostra vita, nonostante Joey si rifiuti di sostenere l'audizione per un personaggio secondario e poche battute. Nella settima stagione compra a Phoebe la bicicletta dei suoi sogni, ma minaccia di portargliela via perché lei non vuole imparare a pedalare. Inoltre, quando scopre che Joey ha una cotta per Rachel, gli dice di parlarle e farsi avanti invece di nasconderlo, anche se fa fatica ad accettare l'idea di Joey e Rachel insieme. Soprattutto, Ross è rappresentato come un personaggio dolce, affettuoso e adorabile che cerca sempre di stare attento agli interessi degli altri e si dimostra spesso il più maturo rispetto al resto del gruppo, nonostante il suo ego, i suoi scatti d'ira e le sue ossessioni.
Ha due bambini. Il figlio, Ben, concepito quando Ross e Carol erano ancora sposati e nato alla fine della prima stagione. Ross ha la custodia condivisa di Ben con la sua ex moglie Carol e la moglie di lei Susan. Ben è apparso in tutto in 16 (17) episodi ed è stato interpretato cronologicamente: come neonato da Michael Gunderson nella prima e nella seconda stagione, dai fratelli Charles Thomas Allen e John Christopher Allen dalla terza alla quinta stagione, e da Cole Sprouse dalla sesta all'ottava.
La figlia che Ross ha avuto con Rachel, Emma Geller-Green, è nata alla fine dell'ottava stagione. La gravidanza di Rachel fu rivelata nel finale della settima stagione. Il concepimento di Emma fu il risultato di una notte di passione, che fu rivelata poi nell'episodio dell'ottava stagione, Accadde quella sera....
Ross afferma di aver "rinunciato alla sua carriera nella pallacanestro" per diventare un paleontologo, e afferma anche che le idee per Jurassic Park e Die Hard erano sue, ma gli furono rubate. Inoltre era molto interessato alla musica, infatti suonava la tastiera per ore nel seminterrato della loro casa a Long Island.
Ross ebbe un animale domestico nella prima stagione della serie, una scimmia cappuccina dalla fronte bianca di nome Marcel.